# Djurgårdens Färjetrafik

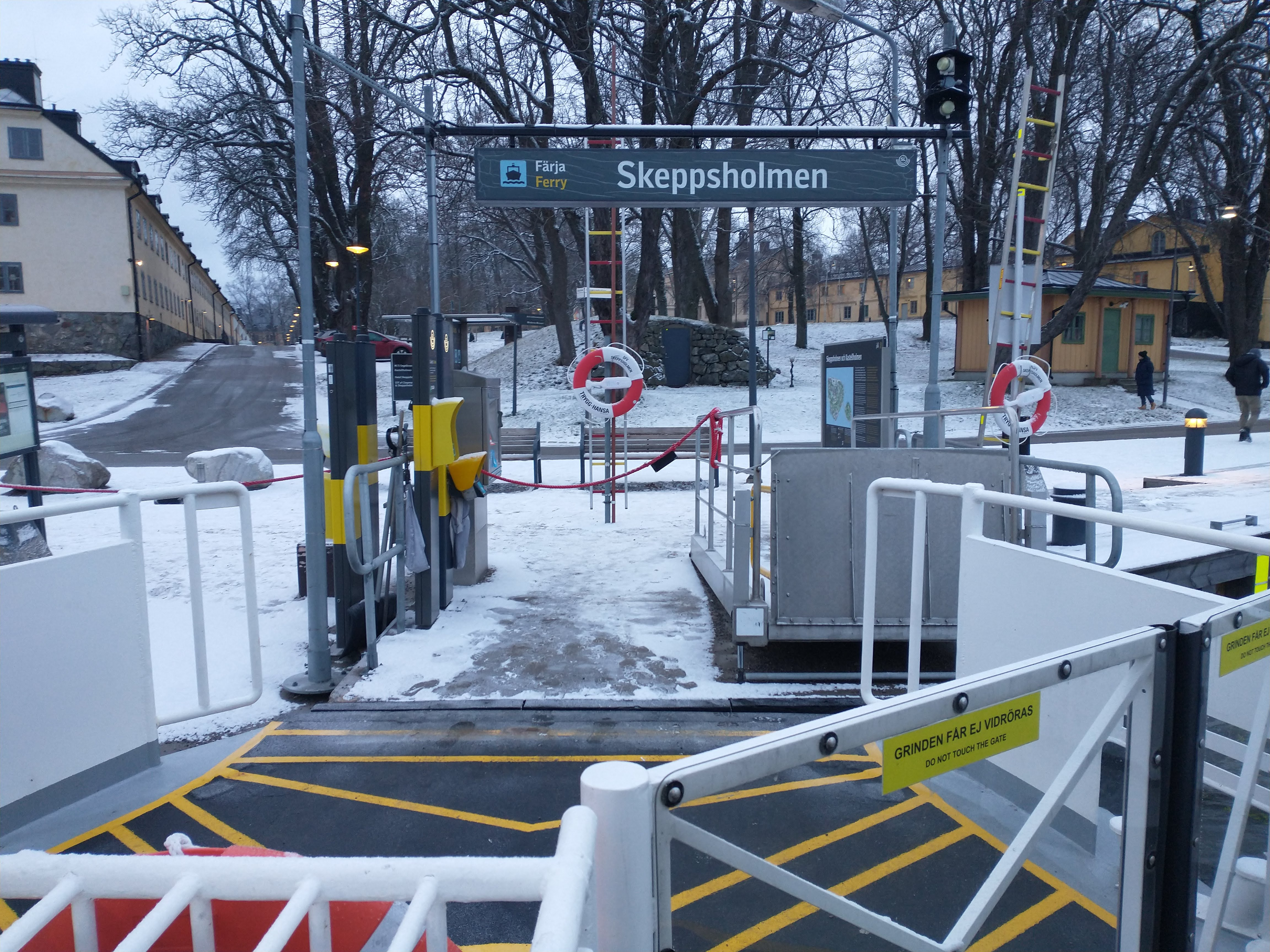
Djurgårdsfärjans hållplats "Skeppsholmen"

Djurgårdens Färjetrafik AB, förkortat DFAB, är ett svenskt rederi baserat i Stockholm. DFAB bedriver pendelbåtstrafik på uppdrag av Region Stockholm. Rederiet trafikerar Djurgårdsfärjan (linje 82) och färjelinjen Strömkajen–Ålstäket (linje 84). 
Djurgårdens Färjetrafik tog över trafiken med Djurgårdsfärjan 2014 från Waxholmsbolaget i samband med att SL tog över ansvaret för linjen.  DFAB kör denna linje med båtarna Djurgården 8, 9, 10 och 11. Den 15 april 2024 invigdes SL:s nya linje i Värmdö kommun (linje 84) med DFAB som operatör.
DFAB ägs till 50% av Strömma Turism & Sjöfart AB och 50% av Serco Group.